# Atzucac

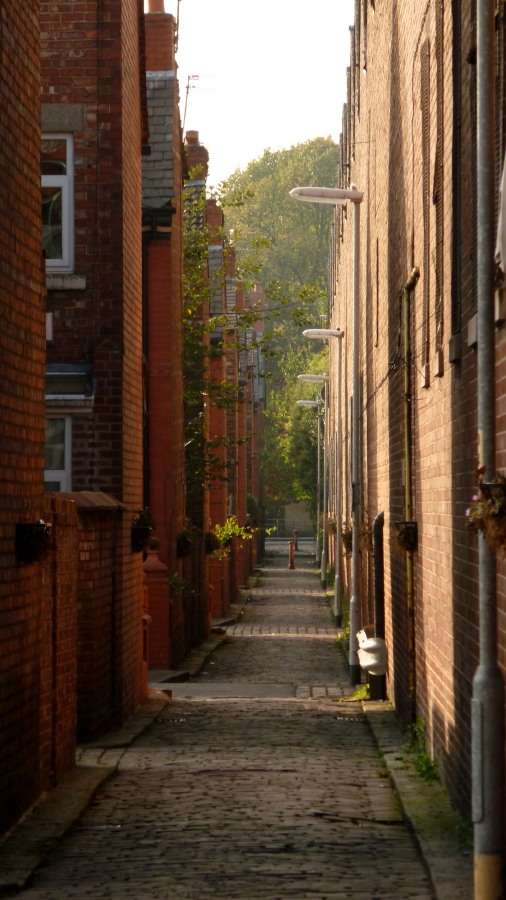
Un atzucac a Manchester, RU

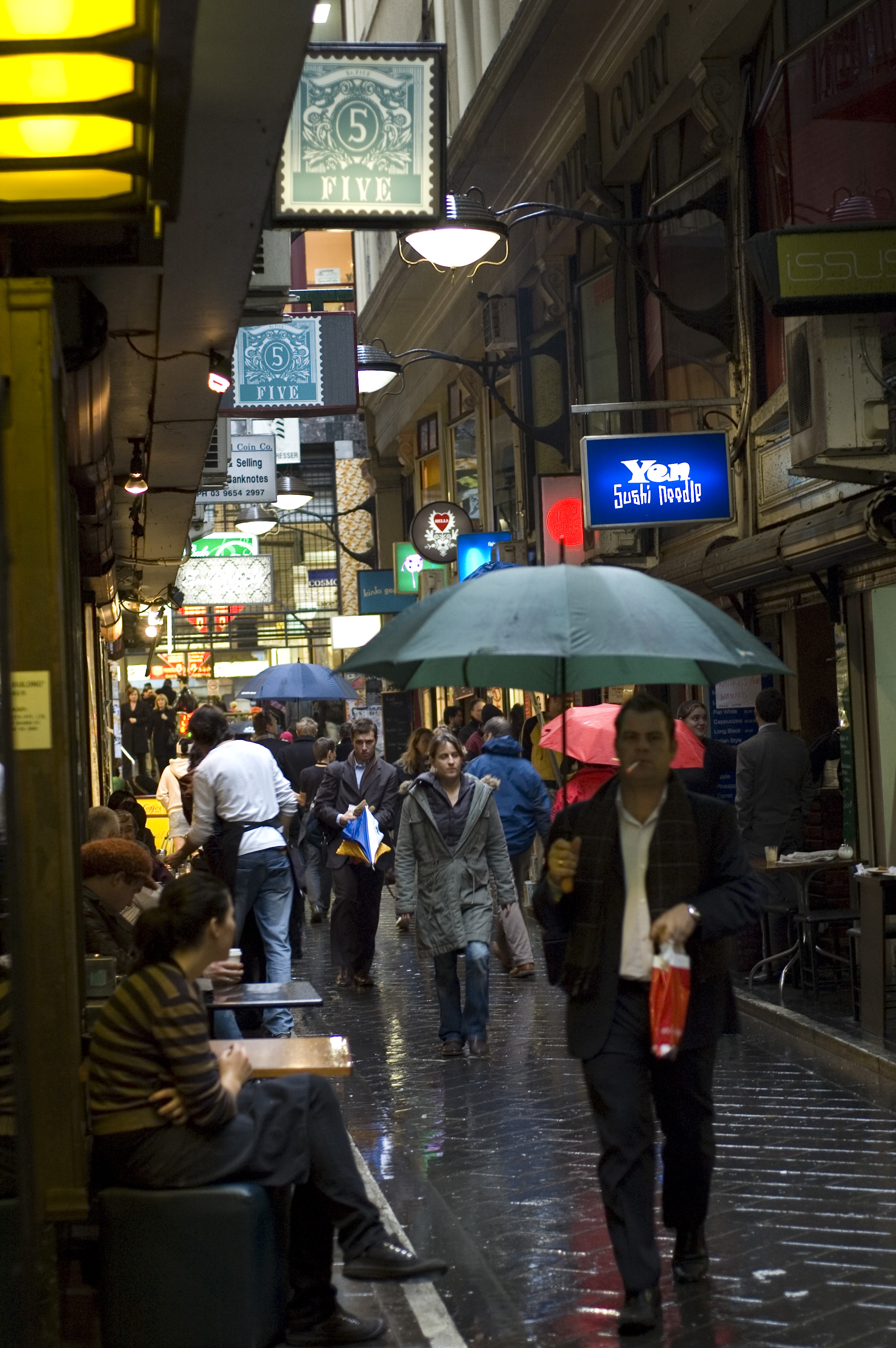
Un atzucac a Melbourne

Un atzucac és un carrer o camí sense sortida. La paraula atzucac deriva de l'àrab az-zuqâq que significa carrer estret. Apareix documentada en català des de l'any 1238 i és una paraula que es va conservar en el valencià comú i que ha passat al lèxic estàndard del català. També es pot anomenar carreró sense sortida o cul-de-sac.
Els atzucacs en zones urbanes només són per al pas de vianants. Són més freqüents en les parts més antigues de les ciutats i la majoria de les planificacions urbanes modernes no els incorporen. Poden ser llocs perillosos per causa dels atracaments.
Als Estats Units d'Amèrica els atzucacs (alleys, paraula d'origen francès) existeixen tant en les zones comercials més antigues com en les zones residencials, principalment les construïdes abans de la dècada de 1950, ja sia amb finalitat de donar serveis com d'accés d'automòbils. Des de 1950 han desaparegut en gran part dels plans de desenvolupament per a nous habitatges.

## Altres significats
- Un atzucac, en la llengua general, també és un conflicte o situació molt difícil de resoldre.[2]
- La paraula atzucac en escacs fa referència a una situació en la qual qualsevol moviment del jugador implica un afebliment de la seva posició. També s'utilitza el mot original alemany zugzwang.
- En informàtica, el terme atzucac viu fa referència a un tipus d'error relacionat amb els sistemes multitasca.
- En la traducció al català d'"El senyor dels Anells", Francesc Parcerisas va traduir la casa de Bag End ("el final del sac") per l'Atzusac, fent un joc de paraules entre sac i atzucac.